# 1960 în informatică
- 1959 în informatică — 1960 în informatică — 1961 în informatică

1960 în informatică a însemnat o serie de evenimente noi notabile: